# شعيب كافي
شعيب كافي (Chouaib Kafi) مدرب كرة يد جزائري من مدينة الحروش ولاية سكيكيدة.

## المنتخبات والاندية التي دربها
- 2013 الي 2014 نادي السد القطري [1]

- 2016 الي 2018 نادي السد القطري [2]

- المنتخب القطري للشباب
- 2019 الي نادي الاهلي القطري
- 2023 منتخب قطر (ب) لكرة اليد
- 2024 اهلي طرابلس الليبي لكرة اليد[3]

## انجازات المدرب

### مع النادي
نادي السد القطري
- بطل كأس أمير قطر 2013 [4]

- المركز الرابع بطولة العالم للاندية لكرة اليد 2016 [5]

- المركز الرابع بطولة العالم للاندية لكرة اليد 2017

نادي الدحيل القطري للشباب
- بطل الدوري القطري للشباب 2019

### مع المنتخب
- ذهبية دورة الألعاب الاسيوية الثانية للشباب مع منتخب قطر للشباب 2013 [6]
- المركز الرابع دورة الألعاب الالمبية الثانية للشباب مع منتخب قطر للشباب 2014 [7]

- فضية بطولة اسيا السادسة للناشئين مع منتخب قطر للناشئين 2014 [8]
- المركز السابع البطولة الآسيوية السادسة عشر للشباب لكرة اليد مع منتخب قطر للشباب 2018
- ذهبية دورة الالعاب العربية مع منتخب قطر ب 2023